# Други славонски партизански одред
Други славонски народноослободилачки партизански (НОП) одред  (Други одред Треће оперативне зоне НОВ и ПО Хрватске) је био партизанска јединица у саставу Народноослободилачке војске и партизанских одреда Југославије током Другог светског рата у Хрватској.

## Историјат
Формиран је 16. августа 1942. од дела људства 1. славонског НОПО. Имао је три батаљона са 761 борцем. Био је у саставу 3. оперативне зоне НОВ и ПО Хрватске до 20. јуна 1943. када је ушао у састав 2. корпуса НОВЈ. Нападао је непријатељска упоришта и саобраћај и политички деловао у народу. Истакао се у заузимању домобранског упоришта у Подгорачу 20. августа, а са 1. славонским НОПО, Пролетерским батаљоном Босанске крајине и Банијском пролетерском четом у ослобођењу Ђуловаца 27/28. августа, заузимању домобранског упоришта Ораховице 13. септембра и Слатинског Дреновца 16. септембра. Дао је део људства за формирање Калничког НОПО (10. октобра) и 1. славонске бригаде (11. октобра), када је реорганизован у два батаљона. Заузео је усташко упориште Трнаву код Подравске Слатине 23. новембра и учествовао у ослобођењу Воћина 12. децембра. Поново је 30. децембра 1942. дао део људства за формирање 18. славонске бригаде, а 11. фебруара 1943. и за формирање 18. славонске бригаде. Почетком маја 1943. формиран је 3. батаљон, а 17. маја дао је 80 бораца за формирање 21. славонске бригаде, те је поновно смањен на два батаљона. Од 20. јуна је потчињен 2. хрватском корпусу, 29. јуна преименован је у Подравски НОПО, а 15. августа у његов састав ушао је и мађарски батаљон Шандор Петефи. У лето 1943. обезбеђивао је жетву на свом подручју. Од 1. септембра је у саставу Источне групе НОП одреда 6. корпуса НОВЈ, а у октобру је преименован у Осјечки НОП одред. Дао је 26. октобра 100 бораца за формирање 1. чехословачке бригаде Јан Жишка. Одред је учествовао у заузимању немачког упоришта у Гашинцима код Ђакова 29. октобра, а 21. новембра у близини Подгорача напао је немачку моторизовану колону и уништио 6 камиона. Крајем децембра 1943. имао је 649 бораца и руководилаца. Средином фебруара 1944. дао је 200 бораца за попуну 12. дивизије и остао са два батаљона и самосталном четом; почетком марта формирао је 3. батаљон који је средином јула дао за формирање Подравског НОПО 6. корпуса. Значајније акције Одреда у 1944. су: одбрана Подгорача од напада јачих снага 2. усташког здруга 22. фебруара; напад на оклопни воз код Доњег Михољца 13. марта; рушење пруге између Нашичке Брезнице и Кошке на 8 места 27. априла; при нападу на усташку и немачку колону 17. јула код Острошинаца када је водио успешне борбе против непријатељевих тенкова; рушење непријатељевог транспортног воза код Даља (на прузи Осијек—Вуковар) 2. августа када је уништена локомотива, 4 вагона, тенк и 2 камиона, и другог воза у близини истог места (уништене 2 локомотиве и 9 вагона) 16. августа. У лето 1944. обезбеђивао је сакупљање жетве и одбијао нападе непријатељевих снага на слободну територију Славоније. У септембру 1944. поновно је формирао 3. батаљон, октобра дао 1. батаљон за попуну Осјечке бригаде, а средином децембра 1944. је расформиран. Његовим људством попуњене су јединице 12. дивизије НОВЈ.